# Relaciones Cuba-Granada
Las relaciones Cuba-Granada son las relaciones exteriores entre Cuba y Granada. La relación con la República de Cuba y el Gobierno Revolucionario Popular de Granada fueron relaciones diplomáticas formalmente establecidas el 14 de abril de 1979 hasta noviembre de 1983. Después de un descanso de 10 años, precedido por el colapso del Gobierno Popular Revolucionario de Granada. La República de Cuba y Granada reanudaron las relaciones diplomáticas en 1994. En 2008, el Gobierno de Granada anunció un movimiento para construir un monumento para honrar a los cubanos muertos durante la guerra de Invasión de Granada de 1983.

## Acuerdos bilaterales
| Fecha     | Nombre del Acuerdo               | Nº de ref. de la ley | Nota |
| --------- | -------------------------------- | -------------------- | ---- |
| 1982-1984 | Acuerdo militar cubano-granadino |                      |      |

## Diplomacia
De Cuba
- Lance Aux Epines (Embajada)

De Granada
- La Habana (Embajada)